# ZNF385A
ZNF385A (англ. Zinc finger protein 385A) – білок, який кодується однойменним геном, розташованим у людей на 12-й хромосомі. Довжина поліпептидного ланцюга білка становить 386 амінокислот, а молекулярна маса — 40 454.
| 10         |  | 20         |  | 30         |  | 40         |  | 50         |
| ---------- |  | ---------- |  | ---------- |  | ---------- |  | ---------- |
| MILGSLSRAG |  | PLPLLRQPPI |  | MQPPLDLKQI |  | LPFPLEPAPT |  | LGLFSNYSTM |
| DPVQKAVLSH |  | TFGGPLLKTK |  | RPVISCNICQ |  | IRFNSQSQAE |  | AHYKGNRHAR |
| RVKGIEAAKT |  | RGREPGVREP |  | GDPAPPGSTP |  | TNGDGVAPRP |  | VSMENGLGPA |
| PGSPEKQPGS |  | PSPPSIPETG |  | QGVTKGEGGT |  | PAPASLPGGS |  | KEEEEKAKRL |
| LYCALCKVAV |  | NSLSQLEAHN |  | KGTKHKTILE |  | ARSGLGPIKA |  | YPRLGPPTPG |
| EPEAPAQDRT |  | FHCEICNVKV |  | NSEVQLKQHI |  | SSRRHRDGVA |  | GKPNPLLSRH |
| KKSRGAGELA |  | GTLTFSKELP |  | KSLAGGLLPS |  | PLAVAAVMAA |  | AAGSPLSLRP |
| APAAPLLQGP |  | PITHPLLHPA |  | PGPIRTAHGP |  | ILFSPY     |  |            |

A: Аланін

C: Цистеїн

D: Аспарагінова кислота

E: Глутамінова кислота

F: Фенілаланін

G: Гліцин

H: Гістидин

I: Ізолейцин

K: Лізин

L: Лейцин

M: Метіонін

N: Аспарагін

P: Пролін

Q: Глутамін

R: Аргінін

S: Серин

T: Треонін

V: Валін

Кодований геном білок за функцією належить до фосфопротеїнів. 
Задіяний у таких біологічних процесах, як регуляція трансляції, транскрипція, регуляція транскрипції, пошкодження ДНК, альтернативний сплайсинг. 
Білок має сайт для зв'язування з іонами металів, іоном цинку, ДНК, РНК. 
Локалізований у цитоплазмі, ядрі, клітинних відростках.